# Mallada desjardinsi
Mallada desjardinsi är en insektsart som först beskrevs av Longinos Navás 1911.
Mallada desjardinsi ingår i släktet Mallada och familjen guldögonsländor. Inga underarter finns listade i Catalogue of Life.